# Blue Pool (EP)
Blue Pool è il secondo EP della cantautrice statunitense Vanessa Carlton, pubblicato il 15 luglio 2015. 
L'EP è stato pubblicato come preparazione al quinto album in studio della cantante, Liberman. Tutte le 4 tracce, infatti, sono presenti nell'album.

## Tracce
Testi e musiche di Vanessa Carlton e Steve Osborne
1. Take it Easy – 5:33
2. Blue Pool – 3:18
3. Operator [Living Room Session] – 3:15
4. Nothing Where Something Used to Be [Living Room Session] – 3:52